# Mecostibus
Mecostibus is een geslacht van rechtvleugeligen uit de familie Lentulidae. De wetenschappelijke naam van dit geslacht is voor het eerst geldig gepubliceerd in 1896 door Karsch.

## Soorten
Het geslacht Mecostibus omvat de volgende soorten:
- Mecostibus burtti Dirsh, 1957
- Mecostibus glaber Ramme, 1929
- Mecostibus leprosus Karsch, 1896
- Mecostibus mafukae Uvarov, 1953
- Mecostibus minimus Ritchie, 1988
- Mecostibus minor Bruner, 1910
- Mecostibus mopanei Uvarov, 1953
- Mecostibus nyassae Uvarov, 1953
- Mecostibus pinivorus Whellan, 1975
- Mecostibus rubripes Dirsh, 1957
- Mecostibus sellatus Uvarov, 1941
- Mecostibus sublaevis Karsch, 1896
- Mecostibus succinctus Bouvy, 1982